# Chopiona
Chopiona (zdrobněle: chopionka) znamená ve slezštině žena, která chodí ve slezském kroji „po rolnicku“. Název označuje stavové oblečení.
Zpočátku patřil pouze k rolnické vrstvě, později v době industrializace se odvolal na manželky dělníků a horníků, kteří většinou kultivovali tradice ze slezské krajiny. Na rozdíl od jiných průmyslových regionů se v Horním Slezsku nevyvinula žádná typická kultura dělníků. Homogenní obyvatelstvo ve venkovských oblastech se dostalo do rozvíjejících se průmyslových osad, přenášejících celou řadu venkovských tradic, které byly zároveň etnicko-kulturním determinantem oproti německé měšťanské kultuře.
Příměstské průmyslové osady rostly vedle stávajících vesnic a častěji se jednalo o rychle urbanizované vesnice. Místní lidová kultura se rozvíjela na základě nejbližšího venkovského prostředí. Pouze sváteční oblečení muže se lišilo v závislosti na profesi. Zemědělci v církevních a státních obřadech vystupovali v sedlářském a horníci a železáři v slavnostním oblečení. Mezi ženami nebyla žádná rozmanitost. Manželky farmářů a dělníků měly stejné rolnické oblečení.